# Andrzej Seweryn (koszykarz)
Andrzej Wojciech Seweryn (ur. 27 listopada 1948 w Krakowie) – polski koszykarz, reprezentant Polski, olimpijczyk.

## Życiorys
Spędził wiele lat jako reprezentant kadry Polski. Wystąpił m.in. podczas letnich Igrzysk Olimpijskich w Monachium (1972) oraz aż pięciokrotnie na mistrzostwach Europy, we Włoszech (1969), RFN (1971), Hiszpanii (1973), Jugosławii (1975) oraz ponownie we Włoszech (1979). W trakcie dziesięciu lat spędzonych w reprezentacji rozegrał 197 spotkań, zdobywając 1576 punktów. Powoływano go dwukrotnie w 1973 roku do reprezentacji gwiazd Europy, której trenerem był wówczas Witold Zagórski. 14 czerwca 1973 roku zespół gwiazd pokonał w Hiszpanii team Joventut Schweppes Badalona 107 – 97, by dwa dni później ulec Realowi Madryt 95 – 98.
Wraz z Wisłą Kraków sięgał po medale mistrzostw Polski, przy czym dwukrotnie nagradzano go tytułem Zawodnika Roku polskiej ligi.
W 1975 roku występy w Wiśle rozpoczął jego młodszy o dekadę brat, Janusz. Po zakończeniu kariery w 1979 roku Seweryn wyjechał wraz z rodziną do Luksemburga, gdzie mieszka do dziś.

## Osiągnięcia

### Klubowe
- Mistrz Polski:
  - 1974, 1976
  - juniorów z Koroną Kraków (1964)
- 3-krotny wicemistrz Polski (1971, 1975, 1977)
- brązowy medalista mistrzostw Polski (1972)
- Awans do I ligi z Koroną Kraków (1966)

### Indywidualne
- 2-krotny Zawodnik Roku polskiej ligi (1973–1974)
- Powołany do drużyny gwiazd Europy (1973)
- Uczestnik FIBA All-Star Game (1981)

### Reprezentacja
- Uczestnik:
  - igrzysk olimpijskich (1972 – 10. miejsce)
  - mistrzostw Europy (1969 – 4. miejsce, 1971 – 4. miejsce, 1973 – 12. miejsce, 1975 – 8. miejsce, 1979 – 7. miejsce)
  - Interkontynentalnego Pucharu FIBA (1972 – 4. miejsce)[1]
- Mistrzostwo turnieju Alberta Schweitzera U–18 (1967 – Mannheim)